# Třída Admirable
Třída Admirable byla třída oceánských minolovek Námořnictva Spojených států amerických z doby druhé světové války. Používány byly také jako hlídková a eskortní plavidla. Celkem bylo postaveno 123 minolovek této třídy. Jednalo se o nejpočetnější třídu amerických druhoválečných minolovek, která tvořila více než polovinu minolovek amerického námořnictva. Během druhé světové války jich bylo 34 zapůjčeno SSSR. Později byla nadbytečná plavidla poskytována námořnictvům amerických spojenců. Uživateli třídy se mimo SSSR staly Čínská republika, Dominikánská republika, Filipíny, Jižní Vietnam, Korejská republika, Mexiko, Myanmar a Vietnam. Naprostá většina již byla vyřazena. Dle databáze Worldwarships ve službě zůstávají filipínská Magat Salamat (PS-20), mexická Aldebaran (BE02), myanmarská Yan Gyi Aung (M42) a dominikánská Prestol Botello (C454).

## Stavba

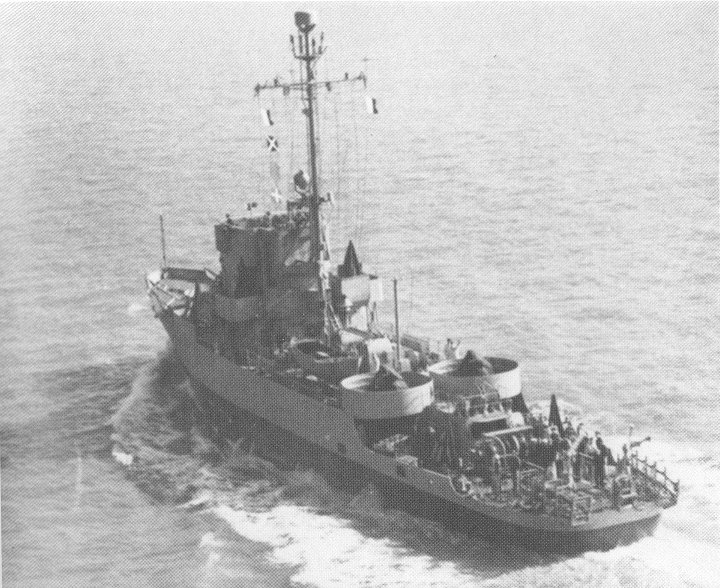
USS Notable (AM-267)

Třída Admirable byla stavěna v letech 1942–1945. Postaveno jich bylo celkem 123 kusů, přičemž stavba dalších 94 byla zrušena v letech 1942–1945.

## Konstrukce
Plavidla byla navržena jako jednoduché low-end řešení s nízkou cenou a přijatelnými výkony. Byly schopné ničit klasické i akustické miny, přičemž díky poměrně silné výzbroji mohly být nasazeny i jako eskortní plavidla. Plavidla byla vyzbrojena jedním 76mm kanónem, čtyřmi 40mm kanóny Bofors, šesti 20mm kanóny Oestlikon. K napadání ponorek nesly čtyři vrhače a dvě skluzavky hlubinných pum a dále jeden salvový vrhač hlubinných pum Hedgehog. Pohonný systém tvořily dva diesely ALCO s celkovým výkonem na šroubu 3420 hp. Nejvyšší rychlost dosahovala 15 uzlů.

## Uživatelé

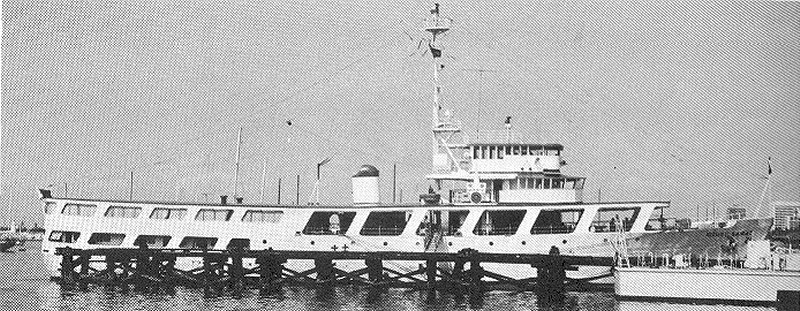
Filipínská prezidentská jachta Mount Samat byla původně minolovkou USS Quest

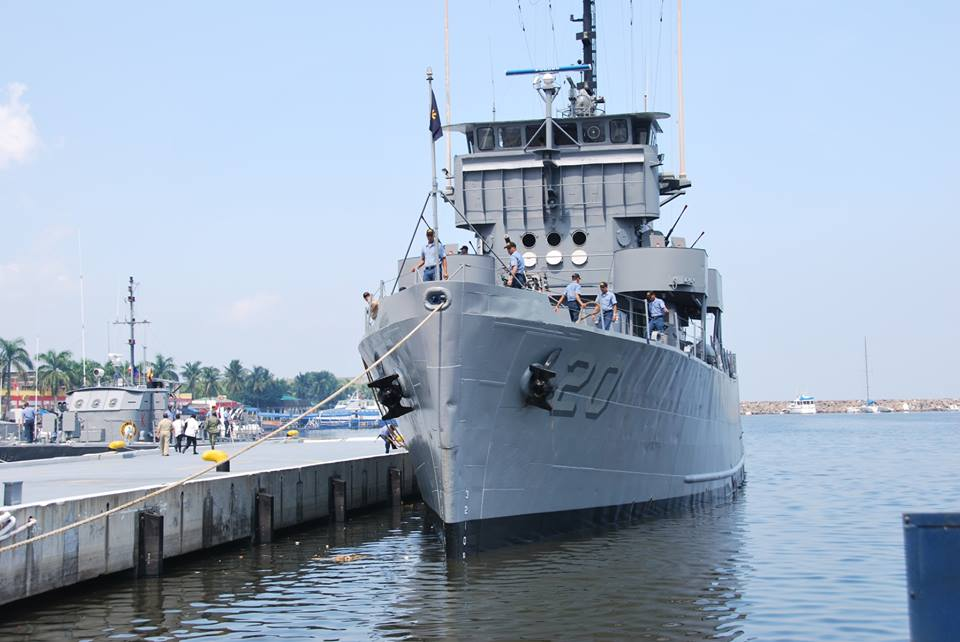
Filipínská fregata Magat Salamat

- Námořnictvo Spojených států amerických – zakoupilo celkem 123 minolovek této třídy.[3]
- Dominikánské námořnictvo – v roce 1959 získalo minolovky USS Skirmish (AM-303) a USS Signet (AM-302), sloužící jako Separación (později přejmenována Prestol Botello) a Tortuguero.[3][6]
- Námořnictvo Čínské republiky – v letech 1945–1948 získalo celkem 17 minolovek této třídy.[3]
- Filipínské námořnictvo – v roce 1948 získalo minolovky Pag-asa a Samar, původně USS Quest (AM-281) a USS Project (AM-278).[3] Pag-asa byla v letech přestavěna na prezidentskou jachtu Mount Samat.[7]
- Námořnictvo Vietnamské republiky – v letech 1962–1963 získalo čtyři minolovky této třídy, které roku 1970 doplnila pátá.[3] Plavidla sloužila k hlídkování a bylo z nich odstraněno minolovné vybavení. Nesla výzbroj jednoho 76mm kanónu, dvou 40mm kanónů Bofors a osmi 20mm kanónů Oerlikon.[8] Po pádu severního Vietnamu dvě plavidla unikla do zahraničí a dvě ukořistilo Vietnamské lidové námořnictvo, které je zařadilo do služby jako fregaty a provozovalo nejméně do 90. let 20. století.
- Námořnictvo Korejské republiky – v letech 1967–1973 získalo čtyři plavidla této třídy, která měla upravenou výzbroj a byla klasifikována jako korvety. Vyřazeny byly v 80. letech 20. století.[9]
- Vietnamské lidové námořnictvo – po pádu Jižního Vietnamu roku 1975 ukořistilo dvě plavidla třídy Admirable a zařadilo je do služby jako fregaty Kỳ Hoà (HQ-05, ex T-9) a Hà Hồi (HQ-07, ex T-13). Provozovalo nejméně do 90. let 20. století.[10]
- Mexické námořnictvo – v letech 1962–1963 získalo celkem 21 minolovek této třídy.[3]
- Myanmarské námořnictvo – roku 1967 získalo minolovku USS Creddock (AM-356). Plavidlo mělo upravenou výzbroj a bylo zařazeno jako korveta Yan Gui Aung (PCE-42).[3][11]
- Sovětské námořnictvo – v letech 1943–1949 bylo SSSR v rámci Lend-Lease zapůjčeno celkem 34 minolovek této třídy.[3] V SSSR byly označeny jako typ Staršij lejtěnant Lekarjev.[12] SSSR zapůjčené minolovky nikdy nevrátilo.[2]
- Soukromí uživatelé – 10 vyřazených minolovek bylo prodáno civilním uživatelům.[4] Například USS Density (AM-218) byla roku 1955 prodána do Řecka jako obchodní loď. Od roku 1964 byla společností Texas Consortium používána jako pirátský rádiový vysílač M/V Galaxy plovoucí u anglického pobřeží.[13]

## Operační služba

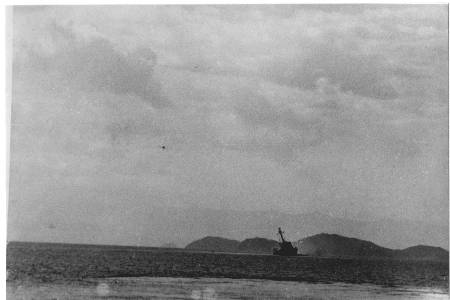
Potápějící se minolovka USS Pirate (AM-275)

Minolovky byly nasazeny v druhé světové válce, korejské válce a vietnamské válce. Za druhé světové války byla ztracena americká minolovka USS Salute (AM-294), která se 8. června 1945 severně od Bornea potopila na mině. Za bojovou ztrátu lze považovat USS Spectacle (AM-305), která po těžkém poškození japonským kamikaze již nebyla opravena. Dalších pět minolovek za druhé světové války ztratilo sovětské námořnictvo. T-114 (ex Alchemy) a T-118 (ex Armada) byly 12. srpna 1944 při doprovodu konvoje BD-5 v Karském moři torpédovány německou ponorkou U 365. Minolovka T-120 (ex Assail) byla dne 24. září 1944 ve Východosibiřském moři torpédována ponorkou U 739. T-278 (ex Indicative) v květnu 1945 najela u korejského pobřeží na minu. T-279 (ex Palisade) se 15. srpna 1945 potopila na mině.
Během korejské války byly ztraceny americké minolovky USS Pirate (AM-275) a USS Pledge (AM-277), které se 12. října 1950 u Wonsanu potopily kvůli minám.
Minolovka námořnictva Čínské republiky Jung-čchang (ex Refresh) byla 14. listopadu 1965 potopena dělovými čluny Námořnictva Čínské lidové osvobozenecké armády.
Jihovietnamská fregata Nhut Tao (ex Serene) byla 19. ledna 1974 potopena námořnictvem Čínské lidové republiky v bitvě u Paracelských ostrovů.

## Dochovaná plavidla

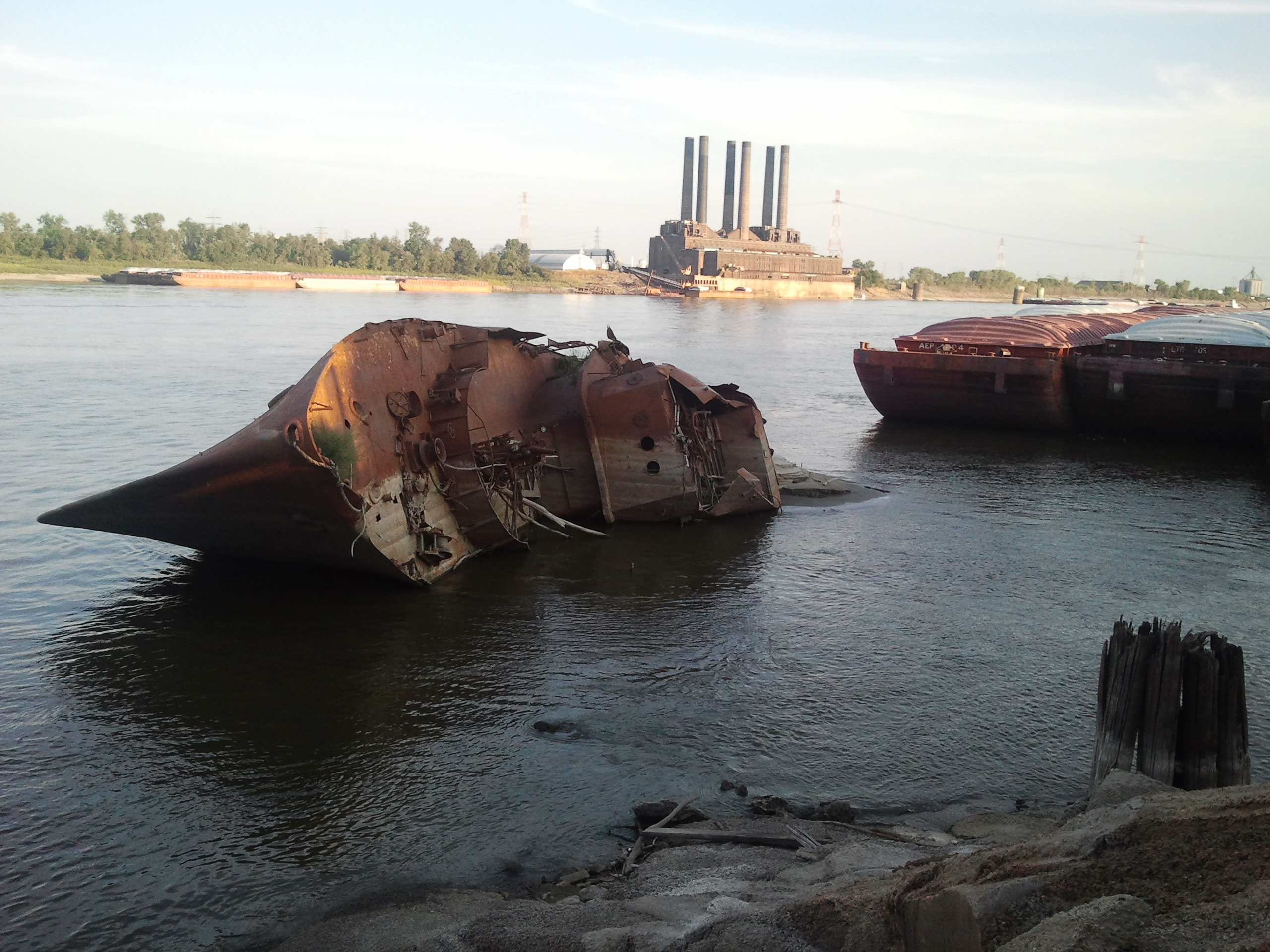
Vrak muzejní lodě USS Inaugural (AM-242)

- USS Hazard (AM-240) od roku 1971 slouží jako muzejní loď ve městě Omaha.[16]
- USS Inaugural (AM-242) od roku 1968 vystavena v St. Louis jako muzejní loď. Dne 1. srpna 1993 se během povodní na řece Mississippi utrhla a převrátila, od té doby čeká na sešrotování.[17]